# 데번섬
데번섬(Devon Island)은 캐나다 북극 제도의 섬으로, 북극 제도에 속해 있고, 퀸엘리자베스 제도에서 두 번째로 큰 섬이다. 배핀만에 위치해 있으며, 누나부트 준주에 속해 있다. 세계에서 27번째로 큰 섬이며, 캐나다에서는 6번째 크기이다. 무인도 중에서 가장 큰 섬이기도 하다. 넓이는 55,247km2이고 선캄브리아 시대의 편마암, 고생대의 실트암, 셰일로 구성되어 있다. 가장 고지가 높은 곳은 북극 대산맥의 데번 빙모로 그 높이는 1,920m이다.
높은 위도와 표고로 인해 사향소 몇 마리와 몇몇 새와 포유류 동물을 제외하고는 큰 동물이 살고 있지 않다. 일반적으로 동물들은 비교적 식물들이 많이 자라고 있는 미기후 지역에 집중해서 서식하고 있다. 짧은 여름(40~55일) 동안에는 종종 10 °C를 넘기도 하지만, 겨울에는 영하 50 °C까지 기온이 내려가기도 한다. 강수량이 매우 적다.
북극 풀마와 유럽바다비둘기의 중요 서식 지역으로 지정되어 있다.
또한 약 3,900만년 전에 직경 약 2km의 운석에 의해 생긴 것으로 보이는 충돌구가 존재한다. 그 지역은 예전에는 숲이었던 것으로 추정되고 있다. 충돌구는 직경이 약 23km이며, 약 수백만 년 동안 호수였다.